# 因達爾河

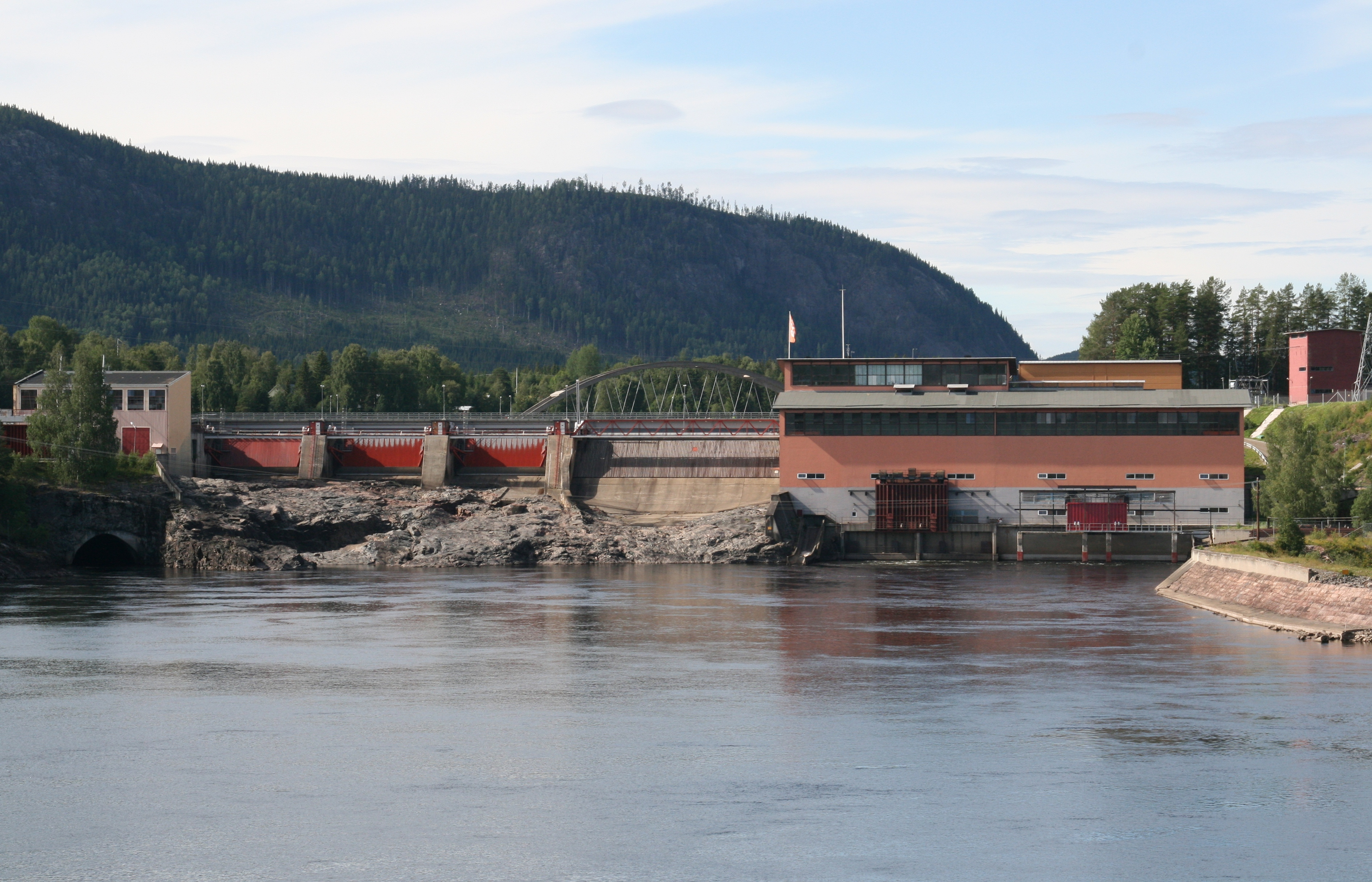

因達爾河（瑞典語：Indalsälven）是瑞典的河流，流經耶姆特蘭省和西諾爾蘭省，河道全長430公里，流域面積26,726.5平方公里，平均流量每秒460立方米，河道上建有26座水力發電廠。
62°30′N 17°26′E / 62.500°N 17.433°E